# Битва при Нанси
Би́тва при Нанси́ — решающее сражение Бургундских войн, произошедшее 5 января 1477 года около столицы Лотарингии — города Нанси, между швейцарско-лотарингскими войсками (поддержанными Францией) и войсками бургундского герцога Карла Смелого. Последний пытался захватить Лотарингию с целью соединения своих разрозненных владений (Нидерланды и герцогство Бургундия) и создания самостоятельного королевства. Исход битвы решили швейцарцы: бургундские войска были разбиты, а Карл Смелый убит.

## Состав войск

### Бургундская армия
Ядром бургундского войска являлась конница. В её составе находились представители именитой знати — герцоги, графы и бароны, рыцари-баннереты, воевавшие с собственными отрядами под своими родовыми знамёнами, рыцари-бакалавры (аристократы среднего звена), а также мелкие землевладельцы и прочие незнатные, но обеспеченные люди, которые могли себе позволить приобретение дорогостоящего вооружения и боевого коня. Все эти воины получали жалование в соответствии со своим рангом, при этом допускалась возможность повышения рыцаря в чине до баннерета.
Большинство пехотинцев было набрано из Фландрии и Голландии. Фламандские города славились своими превосходными пикинёрами. Значительную часть бургундского войска составляли наёмники. В особенности Карл Смелый ценил услуги итальянских кондотьеров, один из которых, граф Кампобассо, предал герцога при Нанси. Ещё в 1472—1473 годах Карл нанял трёх кондотьеров, включая Кампобассо, на трёхгодичную службу с 650 всадниками, 500 пехотинцами и 500 конными арбалетчиками. Со временем численность кондотьеров в армии Бургундии неуклонно росла, достигнув максимума к концу правления Карла. В бургундской армии в качестве наёмников сражалось также около 1000 прославленных английских лучников, а также незначительное число немецких и швейцарских наёмников.
В бургундской армии герцог ввёл некоторые начала регулярности, учредив ордонансные роты, в которых устанавливалась строгая дисциплина, жалование, униформа, символика и т. д. Эти роты состояли из тяжеловооружённых всадников, их слуг, стрелков, пехотинцев, а также воинов, вооружённых ручным огнестрельным оружием — аркебузами. Войско Карла имело сильную артиллерию, включавшую бомбарды, кулеврины и серпантины.

### Швейцарская армия
Основу швейцарской армии составляли алебардисты и пикинёры, объединённые в баталии (построения в форме квадрата). В швейцарской армии имелись отряды конных арбалетчиков, прикрывавших баталии с флангов, в чью задачу входила разведка, а также борьба в авангарде и арьергарде. Помимо них, швейцарцы располагали также отрядами лучников, арбалетчиков и воинов, вооружённых аркебузами. В боевом порядке баталии воины, стоявшие в первых рядах построения, имели полное вооружение, в отличие от бойцов, располагавшихся в центре и в тылу, которые не имели доспехов. Сочетание высокого профессионализма воинов с плотным построением, непробиваемым для рыцарской конницы, было неоспоримым преимуществом швейцарской армии.

## Ход битвы
22 октября 1476 года Карл Смелый осадил столицу Лотарингии, город Нанси, незадолго до этого (6 октября) отвоёванную у него герцогом Лотарингским Рене II. Гарнизон Нанси из-за голода был уже готов сдать город, когда к нему подошли лотарингско-швейцарские войска под командованием герцога Рене. Союзники имели двойное превосходство в живой силе над бургундцами, которые, однако, располагали более мощной и многочисленной артиллерией.
Карл Смелый, занявший удобную для обороны позицию, прикрытую ручьём и густой живой изгородью, рассчитывал огнём своей артиллерии остановить противника, а затем обратить его в бегство атакой рыцарской конницы. Но союзники, воспользовавшись разразившейся метелью, которая скрыла их передвижения от противника, лишь продемонстрировали фронтальное наступление. Их основные силы были брошены в обход бургундских флангов.
Главные силы бургундской армии оказались смяты. В центре бургундские рыцари отчаянной атакой потеснили лотарингцев, но швейцарские пикинёры остановили их наступление, а мощная стрельба из арбалетов и аркебуз довершила разгром.
Почти все бургундское войско было перебито или пленено. Карл Смелый был убит, причём его обезображенное ранами тело с трудом было опознано.

## Последствия битвы
Битва при Нанси имела важные политические последствия. Она завершила длительную борьбу французских королей с бургундскими герцогами, препятствовавшими объединению французских земель. Владения Карла Смелого были разделены; герцогство Бургундия и города на Сомме (на севере Франции) отошли к домену французского короля, а Нидерланды, а позже и графство Бургундия (на западе Германии) попали под власть Габсбургов. После воцарения последних в Испании Франция оказалась со всех сторон зажата владениями Габсбургов, которые начали с ней длительные войны, одной из причин которых был возврат им «бургундского» наследства.